# Тролейбус Бая-Маре
Тролейбус Бая-Маре — тролейбусна мережа в місті Бая-Маре в Румунії. Відкрита 16 лютого 1996 року.

## Історія
У 1996 році була введена в експлуатацію перша тролейбусна лінія в Бая-Маре, парк якої складався з 10 тролейбусів румунського виробництва: шість соло-тролейбусів типу Rocar 212E і 4 зчленованих тролейбуси типу Rocar 217E. Тролейбусна лінія мала протяжність 5,5 км за маршрутом URBIS — вул. Василь Лучачу — вул. Електроліз — вул. Лумінісулуй — площа Революції — Бухарестський бульвар — бульвар Республіки — бульвар Траян — Залізничний вокзал. 
У 2007 році були завершені роботи й відкрито рух лінією між залізничним вокзалом та гіпермаркетом Real (з 2014 року Ашан). Ця інвестиція в розширення тролейбусної мережі до цього району міста дала початок лінії площа Ізвоаре — площа Революції — Залізничний вокзал — Ашан, мережа досягла 8,1 км. У тому ж році через високу зношеність експлуатованих тролейбусів Rocar було придбано 6 вживаних тролейбусів Saurer GT 560/640-25 у Вінтертурі, Швейцарія. 
23 серпня 2014 року було завершено розширення тролейбусної мережі в районі Василе Александрі, загальна довжина якої склала 13,1 км. Розширення мережі коштувало 4 мільйони євро та фінансувалося Європейським фондом гуртування в рамках регіональної операційної програми (POR 2007-2013), робота полягала в будівництві на бульварі Республіки, бульварі Унірі, вулиці Гренісерілор і вулиця Міхая Емінеску 5,1 км лінії.
Розширення мережі призвело до змін у маршрутах, автобусну лінію 34 було скасовано, лінію 51 URBIS — Ашан перетворили на лінію 50 на маршруті URBIS — площа Ізвоаре — площа Революції — Залізничний вокзал та відкрито лінію 54 за маршрутом маршруті Ашан — залізничний Вокзал — бульвар Республіки — мікрорайон Василе Александрі — вул. Міхай Емінеску — площа Ізвоаре.

## Лінії

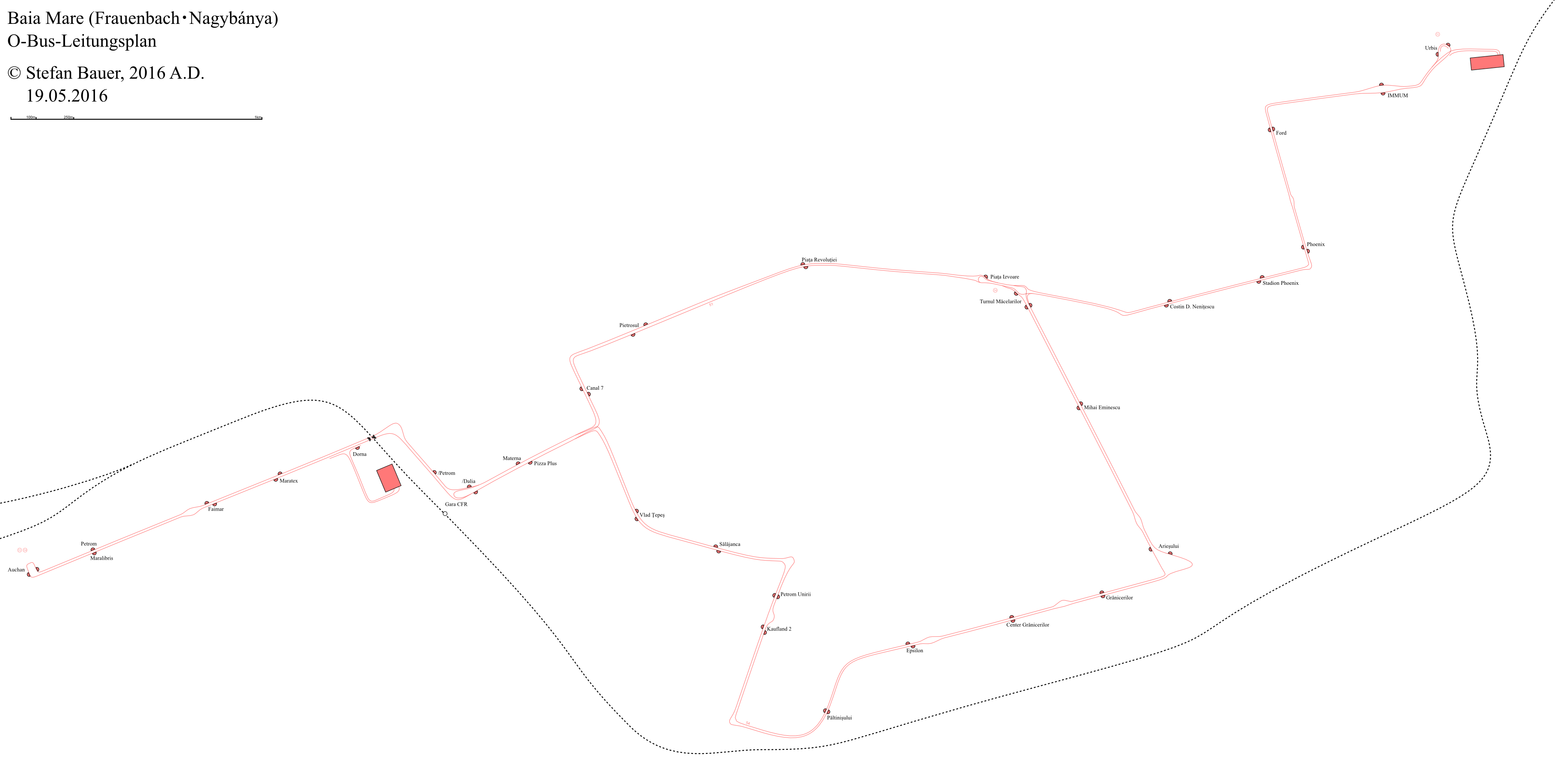
Схема тролейбусних маршрутів

Станом на 2023 діє 2 тролейбусні маршрути:
- 50 URBIS — площа Ізвоаре — площа Революції — Залізничний вокзал
- 54 Ашан — Залізничний вокзал — бульвар Республіки — квартал Василе Александрі — вулиця Міхая Емінсеку — площа Ізвоаре

## Рухомий склад
Експлуатуються моделі тролейбусів: Solaris Trollino, Volvo B10MA-55 та Saurer GT 560/640-25.